# ISO 3166-2:DM
ISO 3166-2:DM — стандарт Международной организации по стандартизации, который определяет геокоды. Является подмножеством стандарта ISO 3166-2, относящимся к Доминике. Стандарт охватывает 10 округов-приходов Доминики. Каждый геокод состоит из двух частей: кода Alpha2 по стандарту ISO 3166-1 для Доминики — DM и дополнительного кода, записанных через дефис. Дополнительный код образован двухсимвольным числом. Геокоды округов-приходов Доминики являются подмножеством кодов домена верхнего уровня — DM, присвоенного Доминике в соответствии со стандартами ISO 3166-1.

## Геокоды Доминики
Геокоды 10 округов-приходов административно-территориального деления Доминики.
| Геокод | Административная единица | Статус       |
| ------ | ------------------------ | ------------ |
| DM-06  | Сент-Джозеф              | округ-приход |
| DM-05  | Сент-Джон                | округ-приход |
| DM-04  | Сент-Джордж              | округ-приход |
| DM-03  | Сент-Дэвид               | округ-приход |
| DM-07  | Сент-Люк                 | округ-приход |
| DM-08  | Сент-Марк                | округ-приход |
| DM-09  | Сент-Патрик              | округ-приход |
| DM-11  | Сент-Питер               | округ-приход |
| DM-10  | Сент-Пол                 | округ-приход |
| DM-02  | Сент-Эндрю               | округ-приход |

## Геокоды пограничных Доминике государств
- Гваделупа — ISO 3166-2:GP (на северо-западе (морская граница)),
- Мартиника — ISO 3166-2:MQ (на юго-востоке (морская граница)).